# Экономика Казахской ССР
Экономика Казахской ССР — составная часть экономики Союза Советских Социалистических Республик, расположенная на территории Казахской ССР. 
Экономика КазССР составляла единый Казахстанский экономический район. Благодаря советским специалистам и помощи РСФСР беспрецедентно успешную модернизацию получила Казахская ССР. В республике производились химикаты, машины и оборудование, бакалейные товары, синтетический каучук, текстильные и многие другие изделия обрабатывающей промышленности.
С 1955 года по 1985 год на просторах советского Казахстана было построено 43 города, в том числе такие промышленные центры, как Рудный, Экибастуз, Актау, Аркалык, Степногорск, Кентау, Темиртау и Лисаковск. В 1965 году Казахстан выпускал 10,6 % высоковольтной аппаратуры, 6,5 % прокатного, 10 % обогатительного оборудования к их общему производству в Советском Союзе.
В период с 1981 года по 1986 год в Казахстане было построено более 400 предприятий. Машиностроение и металлообработка были крупными отраслями промышленности советской республики. Работали машиностроительные заводы в городах Алма-Ата, Усть-Каменогорск, Караганда, Уральск, Петропавловск и Павлодар. Продукция Алматинского завода тяжёлого машиностроения поставлялась почти в 50 государств мира, в том числе в Западную Европу и Японию. Крупнейшее же предприятие в Петропавловске — Петропавловский завод тяжёлого машиностроения (ПЗТМ) — производило такие высокотехнологичные изделия как мобильные комплексы с баллистическими ракетами средней дальности (SS-20, SS-21, SS-23).

## Промышленность
Ведущие отрасли промышленности КазССР:
- горнодобывающая
- цветная и чёрная металлургия
- угольная
- химическая
- машиностроение
- лёгкая
- пищевая

Электроэнергетика базировалась на собственном угле, нефти и гидроэнергии. Крупные ГЭС — на реках Иртыш (Усть-Каменогорская ГЭС, Бухтарминская ГЭС), Сырдарья (Чардаринская ГЭС), Или (Капчагайская ГЭС), к 1991 году строилась Шульбинская ГЭС.
Были построены крупные ТЭС в Алма-Ате, Караганде, Экибастузе, Петропавловске, Джамбуле, Чимкенте, Ермаке, Павлодаре и других городах.
Велась добыча каменного угля (Экибастузский бассейн и Карагандинский бассейн), нефти и газа (на полуострове Мангышлак, в Эмбинском районе), железной руды (Соколовско-Сарбайский горно-обогатительный комбинат), полиметаллических, медных (Рудный Алтай), никелевых руд, бокситов и другого.
Цветная металлургия была представлена медной (Балхашский горно-металлургический комбинат и Джезказганский горно-металлургический комбинат), свинцово-цинковой (Усть-Каменогорск, Лениногорск, Чимкент), алюминиевой (Павлодар) промышленностью.
Была создана титановая и магниевая промышленность.
Чёрная металлургия — в Темиртау, Актюбинске, Караганде, Ермаке.
Основные центры машиностроения (производство кузнечно-прессового, горношахтного оборудования, станков, экскаваторов, сельскохозяйственных машин) — Караганда, Алма-Ата, Целиноград, Кентау, Павлодар, Усть-Каменогорск и другие.
Республика также обладала высокоразвитой химической промышленностью. Ввод в эксплуатацию Джамбульского и Чимкентского комбинатов по производству жёлтого фосфора вывел Казахстан по имеющимся мощностям на первое место в мире. Предприятия химической промышленности производили минеральные удобрения, фосфор, пластические массы, синтетический каучук, химические волокна и другое (основные промышленные центры — Каратау, Чимкент, Джамбул, Гурьев).
Нефтеперерабатывающие заводы в Гурьеве, Павлодаре, Чимкенте.
В советские годы были введены в строй десятки предприятий легкой промышленности, среди них такие, как Алматинский хлопчатобумажный комбинат, Кустанайский и Семипалатинский камвольно-суконные комбинаты, Джамбульский кожевенно-обувной комбинат и многие другие предприятия, оборудованные по последнему слову техники. В Казахской ССР действовало 18 швейных фабрик, которые накануне распада Союза ССР были и оснащены импортным оборудованием. Наиболее из отраслей лёгкой промышленности были развиты: кожевенная, обувная, овчинно-шубная, шерстяная, трикотажная, хлопчатобумажная.
Пищевая промышленность была представлена крупными предприятиями мясной, молочной, маслобойной, сахарной, консервной отраслями промышленности.
Строительная индустрия включала производство цемента, извести, кирпича, железобетонных конструкций и другого. Ярким примером являлся крупнейший домостроительный комбинат в Казахской ССР в городе Алма-Ате.

## Предприятия лёгкой промышленности
- Алматинский хлопчатобумажный комбинат
- Алматинская ковровая фабрика
- Алматинский меховой комбинат
- Алматинская швейная фабрика имени Гагарина
- Алматинская швейно-галантерейная фабрика
- Алматинская трикотажная фабрика
- Алматинская обувная фабрика Жетысу
- Алматинская обувная фабрика
- Алматинская хлопкопрядильная фабрика
- Алматинская кожгалантерейная фабрика
- Джамбульский кожевенно-обувной комбинат
- Карагандинская обувная фабрика
- Каргалинский суконный комбинат
- Кызыл-ту
- Кустанайский камвольно-суконный комбинат
- Семипалатинская обувная фабрика
- Семипалатинский камвольно-суконный комбинат

```
 Талдыкорганская коврово-ткацкая фабрика
 Талдыкорганская швейная фабрика
 Талдыкорганская обувная фабрика
```

- Чимкентская прядильная фабрика
- Чимкентская ткацкая фабрика
- Чимкентская носочная фабрика "Эластик"
- Чимкентская швейная фабрика "Восход"
- Чимкентская кожгалантерейная фабрика

## Предприятия химической и пластмассовой промышленности
- Шевченковский завод пластических масс
- Гурьевский химический завод
- Актюбинский химический комбинат (г. Алга)
- Карагандинский завод синтетического каучука (Темиртау)
- Карагандинский завод резинотехнических изделий (Сарань)
- Кустанайский завод химического волокна имени 50-летия СССР
- Шахтинский завод синтетических моющих средств
- Шымкентский шинный завод
- Шымкентский фосфорный завод
- Шымкентский гидролизный завод

## Крупные предприятия пищевой промышленности
- Алматинский мясоконсервный комбинат
- Алматинский плодоконсервный завод
- Карагандинский мясокомбинат
- Семипалатинский мясокомбинат

```
 Уштобинския мясокомбинат
 Учаральский мясокомбинат
```

## Предприятия тяжёлого машиностроения
- Алматинский завод тяжёлого машиностроения
- Казцветмаш
- Гидромаш
- Петропавловский завод тяжёлого машиностроения
- Машиностроительный завод имени С. М. Кирова
- ПО «Каргормаш» в Караганде в составе 3-х заводов

## Сельское хозяйство
В 1985 году в республике насчитывалось 2140 совхозов и 388 колхозов. Сельскохозяйственные угодья составляли 198,0 млн га, из них:
- пашня — 35,7 млн га,
- пастбища — 157,0 млн га.

Площадь орошаемых земель — 2,23 млн га (1986 год), были созданы крупные оросительные каналы и ирригационные системы в Кзыл-Ординской, Чимкентской, Джамбульской, Талды-Курганской и Алма-Атинской областях.
Казахстан был одним из основных производителей мяса, шерсти и зерна в Советском Союзе. Поголовье скота составлявшее в 1955 году около 4 млн голов крупного рогатого скота (КРС) и 18 млн овец, в 1983 году достигло свыше 9 млн и 36 млн соответственно. Животноводство давало 58 % стоимости валовой продукции сельского хозяйства. В сельском хозяйстве сочеталось крупное механизированное зерновое земледелие на неполивных и орошаемых землях и мясо-шёрстное овцеводство и мясное скотоводство. С освоением (1954—1960 годы, 25,5 млн га) целинных и залежных земель республика стала одним из ведущих районов по производству зерна в СССР (28,3 млн т в 1986 году). Посевы зерновых (главным образом, пшеница), технических (подсолнечник, хлопчатник, лён-кудряш) и кормовых культур. Плодоводство, виноградарство, бахчеводство. Поголовье (на 1987 год, в млн голов): крупный рогатый скот — 9,5, овец и коз — 36,4, разводят также свиней, верблюдов и лошадей.
Площади под кормовыми культурами в 1990 году составляли 11 млн гектаров. Ежегодный объём производства комбикормов, составлял в 1990 году более 4 млн тонн.

## Транспорт
Основной вид транспорта — железнодорожный. Эксплуатационная длина (на 1986 год):
- железных дорог — 14,5 тыс. км,
- автодорог — 95,8 тыс. км (в том числе с твёрдым покрытием — 80,0 тыс. км).

Судоходство по Каспийскому и Аральскому морям, озеру Балхаш, рекам Иртыш, Сырдарья, Урал. Был развит авиационный и трубопроводный транспорт. Нефтепроводы Гурьев — Орск, Узень — Шевченко, Узень — Куйбышев, магистральные газопроводы Средняя Азия — Центр, Средняя Азия — Урал (Газли — Свердловск — Газли — Челябинск через Свердловск), Бухара — Ташкент — Чимкент — Джамбул — Фрунзе — Алма-Ата.